# Szerb Megújhodási Mozgalom
A Szerb Megújhodási Mozgalom (szerbül Српски покрет обнове / Srpski pokret obnove, SPO) egy monarchista politikai párt Szerbiában. Elnöke Vuk Drašković.

## Története
1990-ben alakult Belgrádban. Akkor többpártrendszer kialakítását és az ország Európai integrációját tűzték ki elsődleges célnak. A 90-es években folyamatosan rendszerellenes tüntetéseket szervezett.  Mindemellett részt vett különböző ellenzéki szövetségek létrehozásában, többek között a Szerbiai Demokratikus Ellenzék alapító tagja. 1997-ben egyes tagok kiváltak és Čačakban megalapították az Új Szerbia nevű csoportosulást. 2000-ben Milošević-rendszer bukásakor nem jutott be a parlamentbe. 2003-ban az Új Szerbiával együtt indulva a kormányba is bekerült. Draskovics külügyminiszter lett.
A 2007-es választásokon ismét parlamenten kívül maradt. A szavazatok csupán 3,3%-át szerezte meg.

## Választási eredmények
| Választás | Szavazatok száma | Szavazatok aránya | Mandátumok száma | Mandátumok aránya | Parlamenti szerepe |
| --------- | ---------------- | ----------------- | ---------------- | ----------------- | ------------------ |
| 1990-es   | 794 789          | 15,79%            | 19               | 7,6%              | ellenzék           |
| 1992-es1  | 797 831          | 16,89%            | 30               | 12%               | ellenzék           |
| 1993-as1  | 715 564          | 16,64%            | 37               | 14,8%             | ellenzék           |
| 1997-es   | 793 988          | 19,18%            | 45               | 18%               | ellenzék           |
| 2000-es   | 141 296          | 3,77%             | 0                | 0%                | nem jutott be      |
| 2003-as   | 293 082          | 7,66%             | 13               | 5,2%              | kormánypárt        |
| 2007-es   | 134 147          | 3,33%             | 0                | 0%                | nem jutott be      |
| 2008-as2  | 1 590 200        | 38,42%            | 4                | 1,6%              | kormánypárt        |
| 2012-es3  | 255 546          | 6,53%             | 4                | 1,6%              | ellenzék           |
| 2014-es4  | 1 736 920        | 48,35%            | 5                | 2%                | kormánypárt        |
| 2016-os4  | 1 823 147        | 48,25%            | 3                | 1,2%              | kormánypárt        |
| 2020-as4  | 1 953 998        | 60,71%            | 3                | 1,2%              | kormánypárt        |
| 2022-es4  | 1 635 101        | 44,27%            | 2                | 0,8%              | kormánypárt        |

1 a Demokratikus Mozgalom Szerbiáért nevű választási koalíció eredménye, melynek része volt a Szerb Megújhodási Mozgalom is
2 az Egy Európai Szerbiáért koalíció eredménye, melynek része a Szerb Megújhodási Mozgalom is
3 a Fordulat nevű koalíció eredménye, melynek része volt a Szerb Megújhodási Mozgalom is
4 a Szerb Haladó Párt koalíciójának eredménye, melynek része a Szerb Megújhodási Mozgalom is

## Ideológiája
Legfőbb célja az alkotmányos és parlamentáris monarchia visszaállítása az európai monarchiák mintájára. A trónra II. (Karađorđević) Sándor szerb trónörököst szánják. A jelenlegi szerb politika mérsékelt jobboldali szárnyához tartozik.

## Külső hivatkozások
- Hivatalos honlap